# 加蓬國家足球隊
加蓬國家足球隊（法語：Équipe du Gabon de football）是加蓬的國家足球代表隊，由加蓬足球協會管理，現時屬於國際足協及非洲足協成員國之一。加蓬至今仍未參加過世界盃決賽週，曾經9次晉身非洲國家盃決賽週，於2012年與赤道畿內亞共同舉辦非洲國家盃。

## 世界杯成績
| 世界盃參賽紀錄 | 世界盃參賽紀錄 | 世界盃參賽紀錄 | 世界盃參賽紀錄 | 世界盃參賽紀錄 | 世界盃參賽紀錄 | 世界盃參賽紀錄 | 世界盃參賽紀錄 | 世界盃參賽紀錄 |
| 年份           | 最終成績       | 總排名         | 場數           | 勝             | 和*            | 負             | 入球           | 失球           |
| -------------- | -------------- | -------------- | -------------- | -------------- | -------------- | -------------- | -------------- | -------------- |
| 1930年         | 沒有參與       | 沒有參與       | 沒有參與       | 沒有參與       | 沒有參與       | 沒有參與       | 沒有參與       | 沒有參與       |
| 1934年         | 沒有參與       | 沒有參與       | 沒有參與       | 沒有參與       | 沒有參與       | 沒有參與       | 沒有參與       | 沒有參與       |
| 1938年         | 沒有參與       | 沒有參與       | 沒有參與       | 沒有參與       | 沒有參與       | 沒有參與       | 沒有參與       | 沒有參與       |
| 1950年         | 沒有參與       | 沒有參與       | 沒有參與       | 沒有參與       | 沒有參與       | 沒有參與       | 沒有參與       | 沒有參與       |
| 1954年         | 沒有參與       | 沒有參與       | 沒有參與       | 沒有參與       | 沒有參與       | 沒有參與       | 沒有參與       | 沒有參與       |
| 1958年         | 沒有參與       | 沒有參與       | 沒有參與       | 沒有參與       | 沒有參與       | 沒有參與       | 沒有參與       | 沒有參與       |
| 1962年         | 沒有參與       | 沒有參與       | 沒有參與       | 沒有參與       | 沒有參與       | 沒有參與       | 沒有參與       | 沒有參與       |
| 1966年         | 外圍賽退出     | 外圍賽退出     | 外圍賽退出     | 外圍賽退出     | 外圍賽退出     | 外圍賽退出     | 外圍賽退出     | 外圍賽退出     |
| 1970年         | 沒有參與       | 沒有參與       | 沒有參與       | 沒有參與       | 沒有參與       | 沒有參與       | 沒有參與       | 沒有參與       |
| 1974年         | 外圍賽退出     | 外圍賽退出     | 外圍賽退出     | 外圍賽退出     | 外圍賽退出     | 外圍賽退出     | 外圍賽退出     | 外圍賽退出     |
| 1978年         | 沒有參與       | 沒有參與       | 沒有參與       | 沒有參與       | 沒有參與       | 沒有參與       | 沒有參與       | 沒有參與       |
| 1982年         | 沒有參與       | 沒有參與       | 沒有參與       | 沒有參與       | 沒有參與       | 沒有參與       | 沒有參與       | 沒有參與       |
| 1986年         | 沒有參與       | 沒有參與       | 沒有參與       | 沒有參與       | 沒有參與       | 沒有參與       | 沒有參與       | 沒有參與       |
| 1990年         | 外圍賽出局     | 外圍賽出局     | 外圍賽出局     | 外圍賽出局     | 外圍賽出局     | 外圍賽出局     | 外圍賽出局     | 外圍賽出局     |
| 1994年         | 外圍賽出局     | 外圍賽出局     | 外圍賽出局     | 外圍賽出局     | 外圍賽出局     | 外圍賽出局     | 外圍賽出局     | 外圍賽出局     |
| 1998年         | 外圍賽出局     | 外圍賽出局     | 外圍賽出局     | 外圍賽出局     | 外圍賽出局     | 外圍賽出局     | 外圍賽出局     | 外圍賽出局     |
| 2002年         | 外圍賽出局     | 外圍賽出局     | 外圍賽出局     | 外圍賽出局     | 外圍賽出局     | 外圍賽出局     | 外圍賽出局     | 外圍賽出局     |
| 2006年         | 外圍賽出局     | 外圍賽出局     | 外圍賽出局     | 外圍賽出局     | 外圍賽出局     | 外圍賽出局     | 外圍賽出局     | 外圍賽出局     |
| 2010年         | 外圍賽出局     | 外圍賽出局     | 外圍賽出局     | 外圍賽出局     | 外圍賽出局     | 外圍賽出局     | 外圍賽出局     | 外圍賽出局     |
| 2014年         | 外圍賽出局     | 外圍賽出局     | 外圍賽出局     | 外圍賽出局     | 外圍賽出局     | 外圍賽出局     | 外圍賽出局     | 外圍賽出局     |
| 2018年         | 外圍賽出局     | 外圍賽出局     | 外圍賽出局     | 外圍賽出局     | 外圍賽出局     | 外圍賽出局     | 外圍賽出局     | 外圍賽出局     |
| 2022年         | 外圍賽出局     | 外圍賽出局     | 外圍賽出局     | 外圍賽出局     | 外圍賽出局     | 外圍賽出局     | 外圍賽出局     | 外圍賽出局     |
| 總結           | 0/22           |                | 0              | 0              | 0              | 0              | 0              | 0              |

## 非洲國家盃成績
| 非洲國家盃參賽紀錄 | 非洲國家盃參賽紀錄         | 非洲國家盃參賽紀錄         | 非洲國家盃參賽紀錄         | 非洲國家盃參賽紀錄         | 非洲國家盃參賽紀錄         | 非洲國家盃參賽紀錄         | 非洲國家盃參賽紀錄         | 非洲國家盃參賽紀錄         |
| 年份               | 最終成績                   | 總排名                     | 場數                       | 勝                         | 和*                        | 負                         | 入球                       | 失球                       |
| ------------------ | -------------------------- | -------------------------- | -------------------------- | -------------------------- | -------------------------- | -------------------------- | -------------------------- | -------------------------- |
| 1957年             | 屬於法國的一部分           | 屬於法國的一部分           | 屬於法國的一部分           | 屬於法國的一部分           | 屬於法國的一部分           | 屬於法國的一部分           | 屬於法國的一部分           | 屬於法國的一部分           |
| 1959年             | 屬於法國的一部分           | 屬於法國的一部分           | 屬於法國的一部分           | 屬於法國的一部分           | 屬於法國的一部分           | 屬於法國的一部分           | 屬於法國的一部分           | 屬於法國的一部分           |
| 1962年             | 不屬於非洲足球協會的一部分 | 不屬於非洲足球協會的一部分 | 不屬於非洲足球協會的一部分 | 不屬於非洲足球協會的一部分 | 不屬於非洲足球協會的一部分 | 不屬於非洲足球協會的一部分 | 不屬於非洲足球協會的一部分 | 不屬於非洲足球協會的一部分 |
| 1963年             | 不屬於非洲足球協會的一部分 | 不屬於非洲足球協會的一部分 | 不屬於非洲足球協會的一部分 | 不屬於非洲足球協會的一部分 | 不屬於非洲足球協會的一部分 | 不屬於非洲足球協會的一部分 | 不屬於非洲足球協會的一部分 | 不屬於非洲足球協會的一部分 |
| 1965年             | 不屬於非洲足球協會的一部分 | 不屬於非洲足球協會的一部分 | 不屬於非洲足球協會的一部分 | 不屬於非洲足球協會的一部分 | 不屬於非洲足球協會的一部分 | 不屬於非洲足球協會的一部分 | 不屬於非洲足球協會的一部分 | 不屬於非洲足球協會的一部分 |
| 1968年             | 不屬於非洲足球協會的一部分 | 不屬於非洲足球協會的一部分 | 不屬於非洲足球協會的一部分 | 不屬於非洲足球協會的一部分 | 不屬於非洲足球協會的一部分 | 不屬於非洲足球協會的一部分 | 不屬於非洲足球協會的一部分 | 不屬於非洲足球協會的一部分 |
| 1970年             | 沒有參賽                   | 沒有參賽                   | 沒有參賽                   | 沒有參賽                   | 沒有參賽                   | 沒有參賽                   | 沒有參賽                   | 沒有參賽                   |
| 1972年             | 外圍賽出局                 | 外圍賽出局                 | 外圍賽出局                 | 外圍賽出局                 | 外圍賽出局                 | 外圍賽出局                 | 外圍賽出局                 | 外圍賽出局                 |
| 1974年             | 退出                       | 退出                       | 退出                       | 退出                       | 退出                       | 退出                       | 退出                       | 退出                       |
| 1976年             | 沒有參賽                   | 沒有參賽                   | 沒有參賽                   | 沒有參賽                   | 沒有參賽                   | 沒有參賽                   | 沒有參賽                   | 沒有參賽                   |
| 1978年             | 外圍賽出局                 | 外圍賽出局                 | 外圍賽出局                 | 外圍賽出局                 | 外圍賽出局                 | 外圍賽出局                 | 外圍賽出局                 | 外圍賽出局                 |
| 1980年             | 沒有參賽                   | 沒有參賽                   | 沒有參賽                   | 沒有參賽                   | 沒有參賽                   | 沒有參賽                   | 沒有參賽                   | 沒有參賽                   |
| 1982年             | 退出                       | 退出                       | 退出                       | 退出                       | 退出                       | 退出                       | 退出                       | 退出                       |
| 1984年             | 外圍賽出局                 | 外圍賽出局                 | 外圍賽出局                 | 外圍賽出局                 | 外圍賽出局                 | 外圍賽出局                 | 外圍賽出局                 | 外圍賽出局                 |
| 1986年             | 外圍賽出局                 | 外圍賽出局                 | 外圍賽出局                 | 外圍賽出局                 | 外圍賽出局                 | 外圍賽出局                 | 外圍賽出局                 | 外圍賽出局                 |
| 1988年             | 外圍賽出局                 | 外圍賽出局                 | 外圍賽出局                 | 外圍賽出局                 | 外圍賽出局                 | 外圍賽出局                 | 外圍賽出局                 | 外圍賽出局                 |
| 1990年             | 外圍賽出局                 | 外圍賽出局                 | 外圍賽出局                 | 外圍賽出局                 | 外圍賽出局                 | 外圍賽出局                 | 外圍賽出局                 | 外圍賽出局                 |
| 1992年             | 外圍賽出局                 | 外圍賽出局                 | 外圍賽出局                 | 外圍賽出局                 | 外圍賽出局                 | 外圍賽出局                 | 外圍賽出局                 | 外圍賽出局                 |
| 1994年             | 小組賽                     | 12/12                      | 2                          | 0                          | 0                          | 2                          | 0                          | 4                          |
| 1996年             | 八強                       | 7/12                       | 3                          | 1                          | 0                          | 2                          | 4                          | 3                          |
| 1998年             | 外圍賽出局                 | 外圍賽出局                 | 外圍賽出局                 | 外圍賽出局                 | 外圍賽出局                 | 外圍賽出局                 | 外圍賽出局                 | 外圍賽出局                 |
| 2000年             | 小組賽                     | 16/16                      | 3                          | 0                          | 1                          | 2                          | 2                          | 6                          |
| 2002年             | 外圍賽出局                 | 外圍賽出局                 | 外圍賽出局                 | 外圍賽出局                 | 外圍賽出局                 | 外圍賽出局                 | 外圍賽出局                 | 外圍賽出局                 |
| 2004年             | 外圍賽出局                 | 外圍賽出局                 | 外圍賽出局                 | 外圍賽出局                 | 外圍賽出局                 | 外圍賽出局                 | 外圍賽出局                 | 外圍賽出局                 |
| 2006年             | 外圍賽出局                 | 外圍賽出局                 | 外圍賽出局                 | 外圍賽出局                 | 外圍賽出局                 | 外圍賽出局                 | 外圍賽出局                 | 外圍賽出局                 |
| 2008年             | 外圍賽出局                 | 外圍賽出局                 | 外圍賽出局                 | 外圍賽出局                 | 外圍賽出局                 | 外圍賽出局                 | 外圍賽出局                 | 外圍賽出局                 |
| 2010年             | 小組賽                     | 10/16                      | 3                          | 1                          | 1                          | 1                          | 2                          | 2                          |
| 2012年             | 八強                       | 5/16                       | 4                          | 3                          | 1                          | 0                          | 7                          | 3                          |
| 2013年             | 外圍賽出局                 | 外圍賽出局                 | 外圍賽出局                 | 外圍賽出局                 | 外圍賽出局                 | 外圍賽出局                 | 外圍賽出局                 | 外圍賽出局                 |
| 2015年             | 小組賽                     | 12/16                      | 3                          | 1                          | 0                          | 2                          | 2                          | 3                          |
| 2017年             | 小組賽                     | 9/16                       | 3                          | 0                          | 3                          | 0                          | 2                          | 2                          |
| 2019年             | 外圍賽出局                 | 外圍賽出局                 | 外圍賽出局                 | 外圍賽出局                 | 外圍賽出局                 | 外圍賽出局                 | 外圍賽出局                 | 外圍賽出局                 |
| 2021年             | 十六強                     | 12/24                      | 4                          | 1                          | 3                          | 0                          | 5                          | 4                          |
| 2023年             | 外圍賽出局                 | 外圍賽出局                 | 外圍賽出局                 | 外圍賽出局                 | 外圍賽出局                 | 外圍賽出局                 | 外圍賽出局                 | 外圍賽出局                 |
| Total              | 2次八強                    | 9/35                       | 25                         | 7                          | 10                         | 98                         | 24                         | 27                         |

## 重要賽事成績

### 2012年非洲國家盃
分組賽C組
| 隊伍     | 賽 | 勝 | 和 | 負 | 得 | 失 | 差 | 分 |
| -------- | -- | -- | -- | -- | -- | -- | -- | -- |
| 加彭     | 3  | 3  | 0  | 0  | 6  | 2  | +4 | 9  |
| 突尼西亞 | 3  | 2  | 0  | 1  | 4  | 3  | +1 | 6  |
| 摩洛哥   | 3  | 1  | 0  | 2  | 4  | 5  | −1 | 3  |
| 尼日尔   | 3  | 0  | 0  | 3  | 1  | 5  | −4 | 0  |

| 2012年1月23日 17:00 |

| 加彭                    | 2 – 0 | 尼日尔 |
| ----------------------- | ----- | ------ |
| 30' · 斯特凡·恩蓋馬 45' | 報告  |        |

| 利伯维尔，斯塔德·德昂貢傑 觀眾人數：38,000 ：艾迪·梅萊特（） |

| 2012年1月23日 20:00 |

| 摩洛哥   | 1 – 2 | 突尼西亞                         |
| -------- | ----- | -------------------------------- |
| 卡查 86' | 報告  | 哈立德·科爾比 34' · 姆萨克尼 75' |

| 利伯维尔，斯塔德·德昂貢傑 觀眾人數：18,000 ：丹尼爾·貝內特（南非） |

| 2012年1月27日 17:00 |

| 尼日尔         | 1 – 2 | 突尼西亞                      |
| -------------- | ----- | ----------------------------- |
| 威廉·恩古努 8' | 報告  | 姆萨克尼 3' · 伊薩姆·傑馬 89' |

| 利伯维尔，斯塔德·德昂貢傑 觀眾人數：20,000 ：詹尼·西卡茲韋（） |

| 2012年1月27日 20:00 |

| 加彭                                                 | 3 – 2 | 摩洛哥              |
| ---------------------------------------------------- | ----- | ------------------- |
| 77' · 丹尼爾·庫辛 79' · 布魯諾·姆巴南戈伊·齊塔 90+7' | 報告  | 卡查 25', 90+1'（） |

| 利伯维尔，斯塔德·德昂貢傑 觀眾人數：35,000 ：巴卡裡·加薩馬（） |

| 2012年1月31日 19:00 |

| 加彭 | 1 – 0 | 突尼西亞 |
| ---- | ----- | -------- |
| 62'  | 報告  |          |

| 弗朗斯维尔，法蘭西維爾街 觀眾人數：22,000 ：努馬迪茲·杜埃（） |

| 2012年1月31日 19:00 |

| 尼日尔 | 0 – 1 | 摩洛哥       |
| ------ | ----- | ------------ |
|        | 報告  | 貝爾漢達 79' |

| 利伯维尔，斯塔德·德昂貢傑 觀眾人數：4,000 ：哈馬達·南皮安德拉薩（马达加斯加） |

#### 八強賽
| 2012年2月5日 17:00 |

| 加彭                                                                             | 1 – 1 （加時賽） |                                                         |
| -------------------------------------------------------------------------------- | ---------------- | ------------------------------------------------------- |
| 埃裡克·穆隆吉 55'                                                                | 報告             | 84'                                                     |
|                                                                                  |                  |                                                         |
| 安德列·比約戈·波科 · 布魯諾·齊塔·姆巴南戈伊 · 埃裡克·穆隆吉 · 布魯諾·埃庫萊·曼加 | 4 – 5            | · 穆斯塔法·亞塔巴雷 · 塞德里克·坎特 · 巴卡耶·特拉奧雷 · |

| 利伯维尔，斯塔德·德昂貢傑 觀眾人數：30,000 ：賈梅爾·海穆迪（阿尔及利亚） |

## 著名球員
- 奧巴梅揚 - 現時加蓬國家足球隊隊長，同時也是隊史進球數最多的球員（30球），現時效力於法甲的马赛足球俱乐部，並也曾經效力過英超的阿森纳、，德甲的多特蒙德和西甲的巴塞罗那。
- 迪迪埃·奧沃諾（英语：Didier Ovono） - 加蓬國家足球隊守門員，同時也是隊史出場次數最多的球員（112場）
- 布魯諾·埃庫萊·曼加（英语：Bruno Ecuele Manga） - 加蓬國家足球隊後衛，同時也是隊史出場次數第4高的球員（78場）

## 外部連結
- Homepage of the national team
- Gabon（页面存档备份，存于） at FIFA.com